# Kamienica przy ul. Narutowicza 51 w Łodzi
Kamienica przy ul. Narutowicza 51 w Łodzi – modernistyczna kamienica położona przy ul. Narutowicza 51.

## Historia
W latach 20. XX wieku parcela należała do Józefa Olszera, który mieszkał przy ul. Narutowicza 58. Planowano wówczas przebicie w stronę południa ul. Targowej. W 1929 Józef Olszer zamierzał wznieść na parceli trzypiętrowy budynek mieszkalny z parterem przeznaczonym na restaurację. Autorem projektu był Jerzy Müntz. Później ograniczono plany wyłącznie do wzniesienia parterowego budynku restauracji. W końcu rozpoczęto budowę trzypiętrowego domu, którego jednak nie ukończono. Dopiero w 1935 posesję zakupili Icek Beer i Luzer Gutgold — właściciele firmy Beer i Gutgold mieszczącej się przy ul. Piotrkowskiej 25. Ukończyli oni budowę kamienicy, ale już według projektu Radosława Hansa.
Według Zarządzenia Nr 772/2023 Prezydenta Miasta łodzi z dnia 6 kwietnia 2023 kamienica jest wpisana do Gminnej Ewidencji Zabytków pod numerem 741.
Obecnym właścicielem kamienicy jest Wspólnota Mieszkaniowa przy ul. Narutowicza 51.

## Charakterystyka
Obiekt zlokalizowano w południowej pierzei ul. Narutowicza i zachodniej pierzei ul. Knychalskiego. Wzniesiony został na planie prostokąta z półtoratraktowym układem wnętrz. Dwie klatki schodowe znajdują się przy ul. Knychalskiego. Kamienica mieści 15 mieszkań. 
Budynek składa się z 4 kondygnacji oraz częściowo użytkowego poddasza. Pokryty dwuspadowym dachem o niewielkim kącie nachylenia połaci. Elewacja frontowa od północnej strony (ul. Narutowicza) trójosiowa. Na parterze umieszczono wejście do pomieszczenia sklepowego. Okna po tej stronie zamontowano jednopoziomowe, trójdzielne. W partii skrajnej od wschodu, jednoskrzydłowe, natomiast strefie poddasza okna szczelinowe.
Elewacja frontowa od strony wschodniej (ul. Knychalskiego) osiemnastoosiowa. W skrajnej osi od północy znajduje się czterokondygnacyjny wykusz z czterodzielnymi jednopoziomowymi oknami i niewielkim kolistym otworem w strefie poddasza. W sąsiedniej osi umieszczono balkony o zaokrąglonych od południa płytach i ażurowych balustradach. Aczkolwiek występują również balkonu w cofniętej od lica partii środkowej oraz ryzalicie skrajnym południowym. Okna po stronie wschodniej również są jednopoziomowe i trójdzielne.
Kamienice przy ul. Narutowicza 51 oraz 53 miały w zamierzeniu tworzyć efektowne ujęcie wylotu krótkiej ulicy (obecnie ul. Knychalskiego) łączącej pl. Dąbrowskiego z dworcem Łódź Fabryczna. Koncepcję zrealizowano w 2017. Stworzono wówczas pasaż, na którym ruch pieszych został przeniesiony do środka, a samochodowy na boki.